# Antonín Eltschkner
Antonín Eltschkner (Polička, 4 gennaio 1880 – Brno, 22 febbraio 1961) è stato un vescovo cattolico ed esperantista ceco.

## Biografia
Antonín Eltschkner nacque a Polička il 4 gennaio 1880.

### Formazione e ministero sacerdotale
Frequentò la scuola primaria nella sua città natale e poi la scuola secondaria a Litomyšl. Dopo la maturità scientifica fu inviato a Roma per compiere gli studi per il sacerdozio. Alloggiò presso il Collegio Boemo e studiò filosofia e teologia presso la Pontificia università urbaniana e il Pontificio istituto internazionale Angelicum.
Il 18 marzo 1905 fu ordinato presbitero per la diocesi di Hradec Králové nella basilica di San Giovanni in Laterano a Roma. Lo stesso anno conseguì il dottorato in teologia. In seguito fu cappellano e insegnante di religione a Svojšín dal 1º settembre 1905 al 31 luglio 1908; amministratore parrocchiale di Plzeň dal 1º settembre 1905 al 31 agosto 1910; catechista a Doubravka dal 1º settembre 1910 al 31 agosto 1913; catechista a Kolín dal 1º settembre 1913 al 31 agosto 1914; insegnante supplente dal 1º settembre 1914; professore di religione nel liceo di Královské Vinohrady dal 1º settembre 1918; revisore della corte arcivescovile dal 20 aprile 1920; presiedente della Società di musica sacra "San Cirillo" dal 1920; confessore delle suore del convento di Sant'Antonio a Vinohrady nad Váhom dal 9 dicembre 1922; giudice prosinodale dal 31 dicembre 1922; presidente dell'Accademia cristiana dal 1923; professore di storia della Chiesa e liturgia in un corso per catechisti laici; presidente della Lega degli esperantisti cattolici cecoslovacchi dal 1926. Nel novembre del 1927 divenne il primo direttore dell'Azione Cattolica, il cui compito era anche sostenere finanziariamente la missione cattolica nel mondo, il Collegio Boemo e la costruzione di chiese nella periferia di Praga.
Il 16 settembre 1926 l'arcivescovo František Kordač lo nominò canonico del capitolo metropolitano di Praga. Il 1º gennaio successivo prese possesso del suo seggio presso la basilica di San Giorgio a Praga. In seno al capitolo ricoprì numerosi uffici. Fu decano apud S. Apollinarem dal 20 aprile 1928; canonico anziano dal 1º febbraio 1929; canonico cantore dal 14 dicembre 1930; prelato arcidiacono dal 1933; decano dall'8 dicembre 1947 e prevosto dal 23 aprile 1955.
A livello diocesano e nazionale ricoprì numerosi uffici. Fu membro del consiglio della curia vescovile dal 31 gennaio 1927; esaminatore prosinodale dal 10 marzo 1927; commissario ordinariato per la scuola reale e per il liceo reale femminile dal 17 ottobre 1927 e poi anche per il liceo reale inglese di Královské Vinohrady, il liceo reale francese, il liceo reale ceco di Praga e per tutti gli istituti di formazione per insegnanti della capitale dal 1928; direttore della sezione ceca dell'Associazione sacerdotale per le missioni dall'8 marzo 1927; vice-cancelliere arcivescovile dal 1º gennaio al 30 settembre 1928; responsabile dei lavori di ristrutturazione della chiesa di Tetín dal 22 marzo 1928; membro del consiglio scolastico provinciale per nomina del governo dal 14 settembre 1928; rappresentante dell'ordinario diocesano presso la Commissione provinciale ceca per la cura della gioventù in Boemia-Centro provinciale di assistenza giovanile dal 29 novembre 1928; commissario arcivescovile per gli esami presso la Facoltà di teologia dal 4 giugno 1929; difensore vinculi sacrae ordinationis et matrimonii presso il tribunale ecclesiastico arcidiocesano per nomina del vicario capitolare Mořic Pícha dal 15 agosto 1931; rappresentante dell'ordinario diocesano nel Consiglio della fondazione "Arnošt" di Pardubice dal 1931; membro del consiglio di fondazione della Sala di Sant'Adalberto e membro del Consilii administrationis omnium bonorum ecclesiasticorum in archidioecesi Pragensi dal 1932; presidente dell'Associazione per il mantenimento e il ricovero per ragazze orfane e abbandonate di via Konviktská a Praga; membro della Pontificia opera per la propagazione della fede e presidente dell'Unione del clero per le missioni in Cecoslovacchia.
Fu un generoso benefattore per le missioni e gli istituti di beneficenza e di formazione del clero. Donò 30 000 corone per sostenere il giovane seminarista Lao King Lin nel seminario del vicariato apostolico di Canton; 7 000 corone al Collegio Boemo di Roma; 5 000 corone al seminario sacerdotale di Praga e 10 000 corone dell'associazione "Beata Agnese" per la costruzione di chiese nella periferia di Praga.
Il 28 luglio 1935, durante un pellegrinaggio in Terra santa organizzato dall'Associazione Palestinese, benedisse la Cappella della Pace cecoslovacca dei Santi Cirillo e Metodio sul Monte degli Ulivi a Gerusalemme e vi dedicò l'altare alla Vergine Maria dei Sette Dolori. Questa cappella e l'adiacente ospizio furono poi amministrati dai monaci cechi della Congregazione dei Consolatori del Divino Cuore di recente istituzione nel Getsemani. Dopo la seconda guerra mondiale questa cappella passò sotto l'amministrazione della Sede Apostolica come residenza del delegato apostolico a Gerusalemme. Durante la sua visita in Terra Santa del 1964 vi prese alloggio papa Paolo VI e il 5 gennaio vi incontrò il patriarca Atenagora di Costantinopoli. Anche papa Giovanni Paolo II alloggiò in questo luogo quando visitò Gerusalemme.
Monsignor Eltschkner tenne varie conferenze, tridui ed esercizi anche per i laici.
Come presidente degli esperantisti cecoslovacchi organizzò il Congresso internazionale degli esperantisti cattolici che si svolse dal 10 al 16 agosto 1929. Tradusse in esperanto un libro sul giubileo di San Venceslao e scriveva sulla rivista Nia Dekkvara, che trattava della storia ceca e dei monumenti più importanti del paese.
Scrisse un trattato su "Divinità e religione secondo la teosofia" nel 1914, articoli a sostegno dell'aiuto caritativo ai poveri nella rivista Přítel opuštěných dal 1917 e sull'educazione morale dei giovani sulla rivista Orelský časopis dal 1923.

### Ministero episcopale
Il 10 febbraio 1933 papa Pio XI lo nominò vescovo ausiliare di Praga e titolare di Zefirio. Ricevette l'ordinazione episcopale il 19 marzo successivo dall'arcivescovo metropolita di Praga Karel Boromejský Kašpar, co-consacranti il vescovo di Hradec Králové Mořic Pícha e il vescovo ausiliare di Praga Johannes Nepomuk Remiger.
Nel 1940 la sua persona divenne oggetto di un incidente diplomatico tra la Santa Sede e la Germania nazista. Papa Pio XII voleva nominarlo vescovo di České Budějovice senza previa consultazione con le autorità tedesche di occupazione. Solo dopo aver indicato la nomina informò i rappresentanti tedeschi. La Germania nazista protestò contro questa decisione, dicendo che voleva un vescovo di origine tedesca e che il Vaticano avrebbe dovuto consultarsi con i suoi rappresentanti sulla nomina di un vescovo. Il pontefice rifiutò, dicendo che la diocesi era a maggioranza ceca e che quindi era più opportuno un vescovo ceco e che il governo tedesco non aveva il diritto di interferire nella nomina degli ordinari diocesani in territori che non gli appartenevano. Sebbene la Germania dovesse riconoscere che l'ultima argomentazione era valida (Boemia e Moravia infatti non erano ufficialmente parte del territorio tedesco, ma costituivano un protettorato), considerò questo un atto ostile. La Santa Sede alla fine decise di non pubblicare ancora la nomina perché monsignor Eltschkner non avrebbe mai potuto realmente entrare in carica e di lasciare la gestione della diocesi al vicario generale. In modo dimostrativo, tuttavia, il papa gli diede il permesso di conferire l'ordinazione sacerdotale ai seminaristi e di cresimare i ragazzi di quella diocesi. Inizialmente avrebbe dovuto insediarsi come vescovo non appena la situazione lo avrebbe permesso, ma in seguito sorsero altre circostanze che portarono a posticipare la pubblicazione della nomina anche dopo la fine del Protettorato e la sconfitta della Germania. Nel 1947 il papa nominò vescovo di České Budějovice monsignor Joseph Hlouch.
Monsignor Eltschkner si rammaricò perché si sentiva ingiustamente demansionato e si mostrò molto ostile nei confronti dell'arcivescovo di Praga Josef Beran. Forse fu questo uno dei motivi per cui rimase l'unico vescovo cattolico che all'inizio degli anni '50 poté continuare a svolgere il suo ministero nelle terre ceche mentre gli altri erano stati incarcerati. Sotto il regime comunista, da un lato, partecipò in misura minore alla creazione delle strutture della Chiesa clandestina, dall'altro fece la "promessa di fedeltà alla Repubblica" presentatagli dai comunisti e collaborò con la Facoltà teologica "Cirillo e Metodio" gestita dal governo. Nel 1949 consacrò segretamente vescovo Kajetán Matoušek nonostante il divieto posto da parte del governo comunista cecoslovacco.
Trascorse i suoi ultimi anni sotto stretto controllo della polizia in Moravia, prima a Mikulov (alla fine degli anni '50) e poi a Brno.
Da tempo gravemente ammalato e quasi cieco, morì a Brno il 22 febbraio 1961 all'età di 81 anni. Con il consenso delle autorità statali, la sua salma fu trasferita a Praga. Le esequie si tennero il 27 febbraio nella cattedrale di San Vito. È sepolto nella tomba capitolare nel cimitero di Santa Margherita del monastero di Břevnov nell'omonimo quartiere di Praga.

## Genealogia episcopale e successione apostolica
La genealogia episcopale è:
- Cardinale Scipione Rebiba
- Cardinale Giulio Antonio Santorio
- Cardinale Girolamo Bernerio, O.P.
- Arcivescovo Galeazzo Sanvitale
- Cardinale Ludovico Ludovisi
- Cardinale Luigi Caetani
- Cardinale Ulderico Carpegna
- Cardinale Paluzzo Paluzzi Altieri degli Albertoni
- Papa Benedetto XIII
- Papa Benedetto XIV
- Cardinale Enrique Enríquez
- Arcivescovo Manuel Quintano Bonifaz
- Cardinale Buenaventura Córdoba Espinosa de la Cerda
- Cardinale Giuseppe Maria Doria Pamphilj
- Papa Pio VIII
- Papa Pio IX
- Cardinale Gustav Adolf von Hohenlohe-Schillingsfürst
- Arcivescovo Salvatore Magnasco
- Cardinale Gaetano Alimonda
- Cardinale Teodoro Valfrè di Bonzo
- Arcivescovo František Kordač
- Arcivescovo Karel Boromejský Kašpar
- Vescovo Antonín Eltschkner

La successione apostolica è:
- Vescovo Kajetán Matoušek